# 釧路市上下水道部
釧路市上下水道部（くしろしじょうげすいどうぶ）は北海道釧路市の上下水道を運営する公営企業である。本項では平成の大合併で釧路市と合併した阿寒町、音別町の上下水道および、釧路町の上水道についても記載する。

## 概要
釧路市南大通に位置し、釧路市（旧阿寒町、音別町を含む）の上下水道および釧路町のセチリ太地区（光和、新開、北見団地、桂、桂木、木場、若葉、国誉、曙、睦、北都、豊美、富原、雁来、雪里）、別保地区（別保、別保南、別保東、別保原野）、東陽・中央地区（東陽西、東洋大通西、中央）、遠矢地区（釧望台、床丹、わらび、河畔、遠矢南、鳥里、遠矢、よし野、鳥通西、鳥通東、南陽台）への上水供給事業を行っている。

## 歴史
平成の大合併後も釧路市、阿寒町、音別町の各水道は接続されていないため、本節では旧自治体ごとに記載する。

### 旧釧路市
釧路市街地の井戸は総数の3分の1程度は飲料不適であったため、住民は1荷10銭で飲料水を購入していた。市街地は木造建築物の多さと防火用水の不足によって大火が頻発しており、大正初期だけで1913年（大正2年）、1919年（大正8年）、1923年（大正12年）と3度の大火に見舞われた。1914年（大正3年）ごろから水道敷設運動が巻き起こり、翌1915年（大正4年）に工事の計画まで立てられたものの第一次世界大戦による物資の高騰で工事は中止された。その後も人口が増え続け、市制施行後の1923年（大正12年）2月に釧路市は水道敷設の認可を申請、翌1924年（大正13年）7月に事業認可を得て同年11月に着工した。現在の春湖台にあたる場所に別保川を水源とする鶴ケ岱浄水場が作られ1927年（昭和2年）1月1日より給水を開始、1930年（昭和5年）5月31日に竣工した。隣接する鳥取町では一部民間の水道が敷設、利用されていたものの殆どの住民は釧路市街同様飲料水の確保に苦労していた。そのため釧路市の水道が敷設されると鳥取町の住民からは分水の要望が出されていた。1949年（昭和24年）に釧路市が鳥取町と合併すると直ちに鳥取地区に配水管の拡張がなされ、翌1950年（昭和25年）に給水を開始している。1955年（昭和30年）には釧路地域の下水道事業に着手。1957年（昭和32年）には愛国浄水場の建設が始められ、1959年（昭和34年）に一部給水を開始、1963年（昭和38年）に竣工した。1966年（昭和41年）には釧路市が釧路村セチリ太に貯木場と木工団地を造成し、村の同意を得て釧路村セチリ太に上水の供給を開始した。その後釧路町の要請もあって現在も釧路町の広い範囲が釧路市の上水供給範囲となっている。

### 阿寒町
阿寒市街の水道は1956年（昭和31年）創設の阿寒村市街簡易水道、1967年（昭和42年）創設の布伏内簡易水道、1968年（昭和43年）創設の雄別簡易水道の3つに分かれ、上水供給を行っていた。1972年（昭和47年）に阿寒町は3簡易水道を統合し、雄別簡易水道を拡張した阿寒上水道事業へと変更した。しかし雄別炭鉱の閉山によって雄別、布伏内の人口が激減したことで給水人口が5000人以下となるため1986年（昭和61年）に簡易水道事業に変更、浄水場を布伏内に移転し水源もシュンクシタカラ川に変更した。
阿寒湖畔では1958年（昭和33年）に阿寒湖畔簡易水道が給水を開始、飽別地区では1987年（昭和62年）に飽別営農用水道事業が設立され、2010年（平成22年）に簡易水道事業が新設されている。

### 音別町
音別町では1958年（昭和33年）に音別町簡易水道事業の認可を得て音別市街への上水供給を、1962年（昭和37年）に直別地区簡易水道事業の認可を得て直別地区への上水供給を、1979年（昭和54年）に二俣地区へ二俣飲料水供給事業による上水供給がなされている。なお、直別地区簡易水道事業は2003年（平成15年）に音別町簡易水道事業に統合されている。

## 沿革

### 旧釧路市
- 1923年（大正12年）2月 - 釧路市が水道敷設の認可を申請[4]。
- 1924年（大正13年）7月 - 釧路市が水道敷設の事業認可を得る[4]。
  - 同年11月 - 着工[4]。
- 1927年（昭和2年）1月1日 - 給水を開始[4]。
- 1930年（昭和5年）5月31日 - 竣工[4]。
- 1950年（昭和25年） - 鳥取地区への給水を開始[4]。
- 1954年（昭和29年）10月3日 - 桂恋地区で桂恋簡易水道の敷設が着手される。全国初の表流水取水の簡易水道であった[4]。
  - 同年12月20日 - 桂恋簡易水道が竣工[4]。
- 1955年（昭和30年） - 釧路市下水道事業の認可申請が行われる[5]。
  - 同年10月 - 大楽毛簡易水道が工事着工[4]。
- 1956年（昭和31年）1月 - 大楽毛簡易水道が竣工[4]。
- 1957年（昭和32年） - 愛国浄水場の建設が始められる[4]。
- 1960年（昭和35年）7月16日 - 山花簡易水道の工事が着工される[4]。
  - 同年8月22日 - 山花簡易水道が事業認可される[4]。
  - 同年11月30日 - 山花簡易水道が竣工[4]。
- 1963年（昭和38年） - 愛国浄水場が竣工[4]。
- 1964年（昭和39年） - 大楽毛簡易水道の建設に着手[4]。
- 1966年（昭和41年） - 大楽毛簡易水道が竣工[4]。
  - 同年 - 釧路村セチリ太に上水供給を開始する[4]。
- 1968年（昭和43年）11月 - 東光団地の造成に伴い釧路村の東光団地簡易水道事業へ上水の分水を開始する[4]。
- 1970年（昭和45年） - 釧路村の東光団地簡易水道事業を廃止、新たに鉄工団地を含めて釧路市の給水範囲に編入する[4]。
- 1971年（昭和46年）9月 - 桂恋簡易水道が廃止され、鶴ケ岱浄水場系統に統合される[4]。
- 1973年（昭和48年） - 釧路村東陽西地区（山崎団地）への分水を開始[4]
- 1973年（昭和48年）9月 - 鶴ケ岱浄水場の浄水場機能を廃止、配水センターとなる[4]。
- 1974年（昭和49年） - 釧路村東陽東地区への分水を開始[4]。
  - 同年4月1日 - 古川下水終末処理場が稼働を開始する[5]。
  - 同年8月 - 地下水量の減少等により大楽毛簡易水道が廃止され、愛国浄水場系統に統合される[4]。
- 1975年（昭和50年） - 釧路村内で釧路市からの上水供給範囲が調整、別保原野が外され、天寧地区などが新たに供給範囲となる[4]。
  - 同年 - 工業用水道事業に着手[6]。
- 1976年（昭和51年）10月1日 - 工業用水道の給水を開始[6]。
- 1978年（昭和53年） - 釧路村遠矢地区への分水を開始[4]。
- 1979年（昭和54年）12月 - 貝塚送配水ポンプ場の供用開始に伴って鶴ケ岱配水センターが廃止される[4]。
- 1982年（昭和57年）3月27日 - 白樺下水終末処理場が稼働を開始する[5]。
- 1987年（昭和62年）3月27日 - 大楽毛下水終末処理場が稼働を開始する[5]。

### 阿寒町
- 1956年（昭和31年）1月 - 阿寒村市街簡易水道が創設[4]。
- 1958年（昭和33年） - 阿寒湖畔簡易水道が給水を開始[4]。
- 1962年（昭和37年） - 阿寒湖畔排水施設事業に着手[5]。
- 1967年（昭和42年） - 布伏内簡易水道が創設[4]。
- 1968年（昭和43年）1月31日 - 雄別簡易水道が創設[4]。
- 1972年（昭和47年）4月 - 阿寒村市街、布伏内、雄別の3簡易水道を統合し、阿寒上水道事業が設立[4]。
- 1986年（昭和61年） - 阿寒上水道事業を簡易水道事業に変更[4]。
  - 同年4月1日 - 阿寒湖畔下水終末処理場が稼働を開始[5]。
- 1987年（昭和62年） - 飽別営農用水道事業が設立される[4]。
- 1996年（平成8年）11月1日 - 阿寒下水終末処理場が稼働を開始[5]。

### 音別町
- 1958年（昭和33年）9月 - 音別町簡易水道事業の認可を得て音別市街への上水供給が始められる[4]。
- 1962年（昭和37年）11月 - 直別地区簡易水道事業の認可を得て直別地区への上水供給が始められる[4]。
- 1979年（昭和54年） - 二俣飲料水供給事業による二俣地区への上水供給が始められる[4]。
- 2001年（平成13年）3月15日 - 音別浄化センターが稼働を開始[5]。
- 2003年（平成15年） - 直別地区簡易水道事業が音別町簡易水道事業に統合される[4]。

### 平成の大合併後
- 2005年（平成17年）2月11日 - 釧路市、阿寒町、音別町が合併し、各市町の上下水道も一本化される。
- 2010年（平成22年） - 飽別簡易水道事業が新設される[4]。
- 2013年（平成25年）4月1日 - 釧路市水道事業と釧路町水道事業が統合される[4]。
- 2018年（平成30年）6月30日 - 阿寒湖畔浄水場の水道水をボトリングしたくしろ阿寒百年水の販売が開始される[7]。

## 設備

### 浄水場
- 愛国浄水場[8]
- 山花簡易水道施設[4]
- 阿寒浄水場[8]
- 阿寒湖畔浄水場[8]
- 飽別簡易水道施設[4]
- 音別浄水場[8]
- 直別浄水場[8]
- 二俣飲料水道施設[4]

### 下水処理場
- 古川下水終末処理場[5]
- 白樺下水終末処理場[5]
- 大楽毛下水終末処理場[5]
- 阿寒湖畔下水終末処理場[5]
- 阿寒下水終末処理場[5]
- 音別浄化センター[5]